# Gopal Krishna Gokhale
Gopal Krishna Gokhale (Ratnagiri, 1866 – Mumbai, 1915) è stato un politico indiano.
Personalità moderata del Indian National Congress fin dal 1887, fu dal 1902 al 1908 rappresentante indiano presso il Consiglio imperiale britannico.
Ritenne economicamente dannosa la dominazione britannica e cercò di migliorare la situazione socio economica dell'India seguendo i principi di rispetto delle istituzioni già stabilite e di nonviolenza.